# Dammtjärnen (Idre socken, Dalarna, 685463-132164)
Dammtjärnen är en sjö i Älvdalens kommun i Dalarna och ingår i Dalälvens huvudavrinningsområde.